# حريمل
حريمل، قرية من قرى محافظة العلا، والتابعة لمنطقة المدينة المنورة في السعودية. تقع في شمال المدينة المنورة، وتبعد عنها بمسافة تقارب ( 177) كيلو متر، وعن العلا بمسافة تقارب ( 165) كيلو متر.